# Галс-1
Галс-1 — первый спутник из серии геостационарных спутников прямого телевизионного вещания Галс.

## История
Космический аппарат Галс-1 стал первым аппаратом, изготовление и запуск которого финансировались не из государственного бюджета, а также первым аппаратом, созданным  НПО прикладной механики имени академика М. Ф. Решетнёва (ныне АО «Информационные спутниковые системы» имени академика М. Ф. Решетнёва) после распада СССР.
В 1996 году с трансляции через спутник ГАЛС-1 началась работа первого оператора спутникового телевидения в России — НТВ-Плюс.

## Особенности
Отличительными особенностями Галс-1 от предыдущих спутников телевизионного вещания, являлись наличие возможности производить коррекцию орбиты как по долготе, так и по широте, обеспечивая при этом точность поддержания в точке стояния, и наличие возможности осуществлять поворот антенн, проводя перенацеливание антенны на другую зону обслуживания.
В системах коррекции Галс впервые использовался стационарный плазменный двигатель (СПД), разработанный в опытном конструкторском бюро «Факел».